# Garrigàs
Garrigàs település Spanyolországban, Girona tartományban. Garrigàs Vilamalla, Siurana, Palau de Santa Eulàlia, Sant Mori, Vilaür, Bàscara, Pontós és Borrassà községekkel határos. Lakosainak száma 472 fő (2024).

## Népesség
A település népessége az elmúlt években az alábbi módon változott:
| Lakosok száma | 341  | 797  | 679  | 555  | 315  | 321  | 395  | 398  | 437  | 472  |
|               | 1717 | 1887 | 1936 | 1960 | 1986 | 2004 | 2009 | 2014 | 2019 | 2024 |